# NStB – Brünn bis Mühlhausen
Die NStB – Brünn bis Mühlhausen waren Dampflokomotiven der k.k. Nördlichen Staatsbahn (NStB) Österreich-Ungarns.
Die sechs Lokomotiven wurden von der Lokomotivfabrik Cockerill in Seraing 1848 und 1849 geliefert.
Sie bekamen die Namen „BRÜNN“, „KARTHAUS“, „BLANSKO“, „ADAMSTHAL“, „ZWITTAU“ und „MÜHLHAUSEN“ sowie die Betriebsnummern 99–104.
Als 1855 die NStB an die Staats-Eisenbahn-Gesellschaft (StEG) verkauft wurde, erhielten die Maschinen zunächst die Betriebsnummern 333–338.
1870 wurden die „BLANSKO“ und die „MÜHLHAUSEN“ an die Eisenbahn Pest–Losoncz verkauft.
Ab 1873 bekamen die restlichen Maschinen die Reihenbezeichnung IIIf und die Nummern 350–353.
Die StEG musterte die Loks aber bereits in den 1870er-Jahren aus.